# Poltergay
Poltergay es una película francesa de 2006 dirigida por Éric Lavaine y basada en una idea de Héctor Cabello Reyes. El guion fue escrito por Héctor Cabello Reyes y Éric Lavaine. La película se estrenó el 25 de octubre de 2006.

## Argumento
Emma y Marc, dos jóvenes amantes, se mudan a una casa que lleva treinta años deshabitada. Lo que no saben es que en 1979, en una cueva debajo de la casa, había una discoteca gay, que se quemó al sufrir un cortocircuito una máquina de espuma, y nunca se encontraron cinco cadáveres. Hoy, la casa está perseguida por cinco fantasmas homosexuales. Sin embargo, sólo Marc puede verlos y sus visiones ahuyentan a Emma. Los fantasmas, conmovidos por los problemas de Marc, hacen todo lo que está en sus manos para ayudarle a recuperar a su chica.

## Reparto
- Clovis Cornillac como March
- Julie Depardieu como Emma
- Lionel Abelanski como Salopette
- Michel Duchaussoy como De Sorgue
- Philippe Duquesne como Michel
- Alain Fromager como David
- Georges Gay como Iván
- Gilles Gaston-Dreyfus como Bertrand
- Jean-Michel Lahmi como Gilles
- Héctor Cabello Reyes como psiquiatra

## Recepción
En el agregador de reseñas Rotten Tomatoes, la película tiene un índice de aprobación del 60% según 5 reseñas, con una calificación promedio de 4,5/10.